# Орлістат
Орлістат продається також під торговою маркою Xenical, є ліками, що використовуються для лікування ожиріння. Його основною функцією є запобігання поглинанню жирів з раціону людини, діючи як інгібітор ліпази, тим самим зменшуючи споживання калорій. Він призначений для використання під наглядом лікаря разом зі зниженою калорійною дієтою.
Орлістат є похідним ліпстатину, потужного природного інгібітора панкреатичних ліпаз, виділеного з бактерії Streptomyces toxytricini. Завдяки своїй відносній простоті та стабільності, орлістат замість ліпстатину був обраний для розробки як препарат проти ожиріння.
Ефективність орлістату у зниженні ваги є досить чіткою, але скромною. Зведені дані клінічних досліджень показують, що люди, які отримували орлістат на додаток до модифікацій способу життя, таких як дієта і фізичні вправи, втрачають приблизно на 2-3 кілограми (4-7 фунтів) більше, ніж ті, хто не приймав препарат протягом року. Орлістат також помірно знижує артеріальний тиск і, здається, запобігає виникненню діабету 2 типу, чи то через саму втрату ваги чи інші наслідки. Це знижує захворюваність на діабет II типу у людей, які страждають ожирінням, приблизно в тій же кількості, що і зміни способу життя.
Проте, окрім переваг, орлістат відомий своїми шлунково-кишковими побічними ефектами (іноді їх називають лікувальними ефектами), які можуть включати стеаторею (жирний, рідкий стілець). Однак вони зменшуються з часом і є найбільш часто повідомленими побічними ефектами препарату. В Австралії, США та Європейському Союзі орлістат доступний для продажу без рецепта. Схвалення безрецептурного препарату викликало суперечки в Сполучених Штатах, оскільки група захисту прав споживачів Public Citizen неодноразово виступала проти цього з міркувань безпеки та ефективності. У деяких країнах доступні загальні форми орлістату. В Австралії він був зареєстрований як ліки S3, доступні у фармацевта без рецепта, з 2000 року.

## Медичне використання
Орлістат використовується для лікування ожиріння . Рівень втрати ваги, досягнутий за допомогою орлістату, варіюється. Під час однорічних клінічних випробувань від 35,5 % до 54,8 % суб'єктів досягли зниження маси тіла на 5 % або більше, хоча не вся ця маса обов'язково була жировою. Від 16,4 % до 24,8 % досягли принаймні 10 % зменшення жиру в організмі. Після припинення прийому орлістату значна кількість суб'єктів відновила вагу — до 35 % ваги, яку вони втратили. Це знижує захворюваність на діабет II типу у людей, які страждають ожирінням, приблизно в тій же кількості, що і зміни способу життя. Тривале застосування орлістату також призводить до дуже помірного зниження артеріального тиску (середнє зниження систолічного та діастолічного артеріального тиску на 2,5 і 1,9 мм рт.ст. відповідно).

## Протипоказання
Орлістат протипоказаний при:
- Порушення всмоктування
- Підвищена чутливість до орлістату
- Знижена функція жовчного міхура (наприклад, після холецистектомії)
- Вагітність і годування груддю
- Анорексія і булімія
- Будьте обережні при: закупорці жовчної протоки, порушення функції печінки та захворювання підшлункової залози

## Побічні ефекти
Первинні побічні ефекти препарату пов'язані з шлунково-кишковим трактом і включають стеаторею (жирний, рідкий стілець із надмірним газоутворенням через невсмоктаний жир, що досягає товстого кишечника), нетримання калу та часте або термінове випорожнення. Щоб мінімізувати ці ефекти, слід уникати продуктів з високим вмістом жиру; виробник радить споживачам дотримуватися низькокалорійної дієти з низьким вмістом жиру. Жирний стілець і метеоризм можна контролювати, зменшивши вміст жиру в їжі приблизно до 15 грам на прийом їжі. Щоб мінімізувати ці ефекти, слід уникати продуктів з високим вмістом жиру; Виробник радить споживачам дотримуватися дієти з низьким вмістом жирів, зниженою калорійністю. Жирний стілець і метеоризм можна контролювати, зменшуючи вміст жиру в їжі десь в районі 15 грамів за один прийом їжі.
Побічні ефекти є найбільш серйозними на початку терапії та можуть зменшуватися з часом; Також було припущено, що зменшення побічних ефектів з часом може бути пов'язане з тривалим дотриманням дієти з низьким вмістом жиру.
26 травня 2010 року Управління з контролю за якістю харчових продуктів і медикаментів США (FDA) схвалило переглянуту етикетку для Xenical, щоб включити нову інформацію про безпеку щодо випадків важкого ураження печінки, про які рідко повідомлялося під час використання цього препарату.
Аналіз понад 900 користувачів орлістату в Онтаріо показав, що частота гострого ураження нирок у них була більш ніж у три рази, ніж у тих, хто не використовував орлістат.
У дослідженні 2013 року було розглянуто 94 695 учасників, які отримували орлістат у Великобританії між 1999 і 2011 роками. Дослідження не показало жодних ознак підвищеного ризику ураження печінки під час лікування.

### Довгий строк
Незважаючи на більш високу захворюваність на рак молочної залози серед тих, хто приймав орлістат згідно з ранніми об'єднаними даними клінічних випробувань, аналіз яких затримав розгляд орлістату FDA, дворічне дослідження, опубліковане в 1999 році, виявило подібні показники між орлістатом і плацебо (0,54 % проти 0,51 %), а також докази того, що пухлини передували лікуванню у 3 із 4 учасників, у яких вони були. Існують дані дослідження in vitro, які свідчать про те, що введення специфічних різноманітних препаратів, що містять орлістат, а саме одночасне введення орлістату та моноклонального антитіла трастузумабу, може спричинити загибель клітин раку молочної залози та блокувати їх ріст.
Екскреція фекального жиру сприяє канцерогенезу товстої кишки. У 2006 році були опубліковані результати 30-денного дослідження, згідно з якими орлістат у дозі 200 мг/кг їжі, яку вводили щурам, які споживали їжу з високим вмістом жиру та отримували два 25 Дози сильнодіючого канцерогену 1,2-диметилгідразину мг/кг викликали значно більшу кількість уражень товстої кишки аберантними криптовими фокусами (ACF), ніж канцероген плюс їжа з високим вмістом жиру без орлістату. Вважається, що ураження ACF є одними з найперших попередників раку товстої кишки.

### Запобіжні заходи
Застосування орлістату пригнічує всмоктування жиророзчинних вітамінів та інших жиророзчинних поживних речовин.

### Взаємодії
Орлістат може знижувати рівень циклоспорину в плазмі (також відомого як «циклоспорин» або «циклоспорин», торгові назви Sandimmune, Gengraf, Neoral тощо), імуносупресивного препарату, який часто використовують для запобігання відторгненню трансплантата ; тому ці два препарати не слід застосовувати одночасно. Орлістат також може порушувати всмоктування антиаритмічного засобу аміодарону. Агентство з регулювання лікарських засобів і товарів медичного призначення (MHRA) припустило, що орлістат може зменшити всмоктування антиретровірусних препаратів для лікування ВІЛ.

## Механізм дії

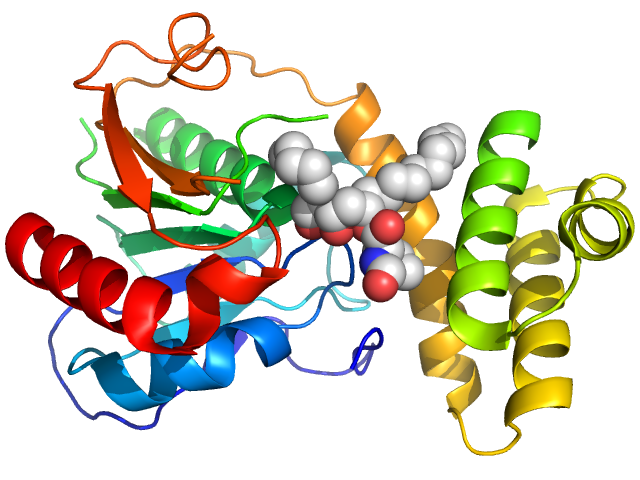
Кристалографічна структура синтази жирних кислот людини (колір веселки, N-кінець = синій, C-кінець = червоний), інгібована орлістатом (модель заповнення простору ; вуглець = сірий, кисень = червоний, азот = синій).

Орлістат діє шляхом пригнічення ліпаз шлунка та підшлункової залози, ферментів, які розщеплюють тригліцериди в кишечнику. Коли активність ліпази блокується, тригліцериди з раціону не гідролізуються до вільних жирних кислот, які засвоюються, а виводяться з організму в незмінному вигляді. Лише слідові кількості орлістату всмоктуються системно; основним ефектом є локальне пригнічення ліпази в шлунково-кишковому тракті після перорального прийому дози. Основний шлях виведення — з калом.
Було також виявлено, що орлістат інгібує тіотріазолін жирних кислот (FAS), фермент, якого беруть участь у проліферації ракових клітин, але не нормальних клітин. Однак потенційні побічні ефекти орлістату, такі як інгібування інших клітинних нецілей або низька біодоступність, можуть перешкоджати його застосуванню як ефективного протипухлинного засобу. В одному дослідженні профілювання використовувався підхід хімічної протеоміки для пошуку нових клітинних мішеней орлістату, включаючи його нецільові дії. Орлістат також демонструє потенційну активність проти паразита Trypanosoma brucei.
Орлістат перешкоджає засвоєнню приблизно 30 % харчового жиру.

## Правовий статус
Орлістат доступний як за рецептом, так і без нього .

### Австралії та Нової Зеландії
В Австралії та Новій Зеландії орлістат доступний як "Ліки лише для фармацевтів". У 2007 році Комітет вирішив залишити орлістат препаратом Списку 3, але скасував свій дозвіл на рекламу Ксенікалу, спрямовану безпосередньо на споживача, заявивши, що це «збільшення тиску на фармацевтів щодо надання орлістату споживачам… це, у свою чергу, мало потенціал для призводять до невідповідних моделей використання».

### Сполучені Штати
У квітні 1999 року Управління з контролю якості харчових продуктів і медикаментів США схвалило орлістат як ліки, що відпускаються лише за рецептом. 23 січня 2006 року консультативна група FDA проголосувала 11 проти 3, щоб рекомендувати схвалення безрецептурної формули орлістату, яка буде продаватися GlaxoSmithKline під торговою маркою Alli. Схвалення було надано 7 лютого 2007 року, і Alli став першим препаратом для схуднення, офіційно дозволеним урядом США для безрецептурного використання. Організація захисту прав споживачів Public Citizen виступала проти безрецептурного схвалення орлістату.
Alli став доступним у США в червні 2007 року. Продається за 60 мг капсул — половина дози рецептурного орлістату.

### Європейський Союз і Швейцарія
21 січня 2009 року Європейське агентство з лікарських засобів дозволило продаж орлістату без рецепта.
Принаймні з вересня 2017 року таблетки з орлістатом 60 мг можна вільно продавати в швейцарських аптеках. Склади з 120 мг на таблетку вимагають рецепта, але можуть продаватися без нього в аптеках відповідно до правила звільнення, яке базується на списку легко діагностованих захворювань.

### Загальні рецептури
Патентний захист Xenical у США, який спочатку мав закінчитися 18 червня 2004 року, був продовжений на п'ять років (до 2009 року) Бюро патентів і торгових марок США. Продовження було надано 20 липня 2002 року і закінчилося 18 червня 2009 року.
Генерик орлістат доступний в Ірані під торговою маркою Venustat, що виробляється компанією Aburaihan Pharmaceutical Co., в Індії під брендами Orlean (Eris), Vyfat, Olistat, Obelit, Orlica та Reeshape. У Росії орлістат доступний під торговими марками Ксенікал (Hoffmann–La Roche), Орсотен/Орсотен Слім (КРКА д.д.) і Ксеналтен (OBL-Pharm). В Австрії орлістат доступний під торговою маркою Slimox. У Малайзії орлістат доступний під торговою маркою Cuvarlix і продається Pharmaniaga. На Філіппінах орлістат доступний під торговою маркою RedoXfat Plus виробництва ATC Healthcare.

## Суспільство і культура

### Вартість
Іноді, наприклад, навесні 2012 року, орлістат опинявся в дефіциті, з подальшим зростанням цін через відсутність одного з компонентів препарату.

### Контрафактна продукція
У січні 2010 року Управління з контролю за якістю харчових продуктів і медикаментів США оприлюднило попередження про те, що деякі підроблені версії Alli, які продаються через Інтернет, не містять орлістату, а замість цього містять препарат для схуднення сибутрамін. Концентрація сибутраміну в цих підроблених продуктах як мінімум в два рази перевищує кількість, рекомендовану для схуднення.